# Lamponina kakadu
Lamponina kakadu is een spinnensoort uit de familie Lamponidae. De soort komt voor in het Noordelijk Territorium.